# Semiothisa tripunctata
Semiothisa tripunctata là một loài bướm đêm trong họ Geometridae.